# حنظلة (اسم)
حنظلة هو اسم علم مذكر من أصل عربي، ومعناه هو مؤنث تأنيثًا مجازيًا، وهو نبات ثمره مروقد يكون سامًا، ويستعمل في الطب، ويضرب المثل في مرارته.

## شخصيات تحمل الاسم
- حنظلة البادغيسي (شاعر إيراني، – 834)
- حنظلة السدوسي (راوي حديث ضعيف، وإمام مسجد)
- حنظلة بن أبي سفيان الجمحي
- حنظلة بن أبي عامر ( – 23 مارس 625)
- حنظلة بن أسعد الشبامي
- حنظلة بن الربيع
- حنظلة بن ثعلبة
- حنظلة بن صفوان
- حنظلة بن عمرو شيباني

## وصلات خارجية
- موسوعة السلطان قابوس لأسماء العرب نسخة محفوظة 5 أبريل 2019 على موقع واي باك مشين.